# Thespesia mossambicensis
Thespesiopsis mossambicensis là một loài thực vật có hoa thuộc họ cẩm quỳ, Malvaceae, là loài đặc hữu của Mozambique.